# Rekkit
Rekkit est une série télévisée d'animation française de 104 épisodes de 11 minutes, créée par Vincent Chalvon-Demersay et David Michel et diffusée du 16 mars 2011 au 28 décembre 2013 sur TF1 dans l'émission Tfou.
Par la suite, la série est diffusée depuis le 19 mars 2012 sur Disney XD et à partir du 1er septembre 2014 sur Gulli.
En France, les saisons 2 et 3 sont diffusées sur Gulli.

## Synopsis
Rekkit est un lapin magique et maladroit qui a fui son monde, Chakabrak. Il arrive alors chez les Shmufton, où il va rencontrer son meilleur ami, Jay. De multiples aventures les attendent à la suite des bêtises de ce grand et gros lapin.

## Fiche technique
- Titre : Rekkit
- Création : Vincent Chalvon-Demersay et David Michel
- Réalisation : Jean-Louis Vandestoc et Eric Gosselet
- Directeurs d'écriture : Mitch Watson et Reid Harrison
- Musique : Noam Kaniel et Alexis Dernaucourt
- Production : Vincent Chalvon-Demersay et David Michel
  - Production exécutive : Lorraine Collet et Berthe Lotsova
- Sociétés de production : Marathon Média et Disney XD, avec la participation de TF1
- Société de distribution : Zodiak Rights
- Pays d'origine :  France
- Langue originale : français
- Genre : série d'animation
- Durée : 13 minutes

## Distribution
- Michel Mella : Rekkit
- Valentin Maupin : Jay Shmufton
- Emmanuel Curtil : Lorne Shmufton, Arnold, Reggie, interprète du générique
- Jean-Pierre Denys : le professeur Wiggsley
- Hermine Regnaut : les jumelles Evita et Marisa
- Magali Rosenzweig : Henrietta Shmufton
- Léopoldine Serre : Sarah (SK)
- Marc Alfos : Yoshini (1re voix), Sailor Sam (1re voix)
- Philippe Catoire : Yoshini (2e voix)
- Donald Reignoux : Wally et Bean
- Nessym Guetat : le maire et George Clark
- Evelyne Grandjean : Mamie Greta
- Fily Keita : Perle
- Pierre-François Pistorio : voix additionnelles
- Alain Dorval : voix additionnelles

## Production
La production a démarré au premier semestre 2010.

## Épisodes

### Saison 1 (2011)
1. L'arrivée (The arrival)
2. Jay le médium (Mind reader)
3. La mascotte (Sell it Rekkit)
4. Le pouvoir du piment (Head ache)
5. L'eau, ça mouille (Rekkit swims)
6. Les ratons espions (A spy in the ointment)
7. Les terreurs du salon (The convict furniture)
8. L'invitation (The invitation)
9. Jay-crevisse (Crayfish boy)
10. La moustache (The moustache)
11. Portraits de stars (Photo finished)
12. Trou de mémoire (Fuzzy was he)
13. Un bruyant secret (Rekkit has a secret)
14. Un rhume de lapin (Shepherd of hamsters)
15. Une fête déguisée (Cool fool)
16. Voyage au centre de Rekkit (Hare ball)
17. Le jour des papillons (Mmm butterfly)
18. Un amour de yéti (Don't upset the yeti)
19. Au service secret de Bill (The one where Bill gets Rekkit for a while)
20. Attention Hoquet ! (Tale of the missing tail)
21. Cours toujours ! (The fast and injourious)
22. Un lapin qui a la classe (Rabbits prefer gentlemen)
23. Le lapin et la tortue (Tortoise and harebrained)
24. La revanche du chaton (Revenge of the kitty cat)
25. Un Jay senteur florale (Smelly Jay)
26. Les jumelles à la rescousse (The twins save Rekkit)
27. La vache à glaces (Udder chaos)
28. Têtes de légumes (Cabbage heads)
29. Les ninjas de la moquette (Carpet ninjas)
30. Quelle galère (Boy ahoy)
31. La grosse tête (Air head)
32. L'ami glaçon (I'm melting)
33. Bienvenue dans mon rêve (See you in my dreams)
34. Les boîtes à malheur (The bananas split)
35. Un dragon de compagnie (Invisibob)
36. La crème de jouvence (Baby makes four)
37. Cuisine magique (Cooking magic)
38. La pâte à sosie (Jay doh)
39. Même pas peur ! (Harem scarem)
40. Un exposé gourmand (Holey moley)
41. La magie arc-en-ciel (Over the rainbow)
42. Abraca-oh-non ! (Abraca-oh no)
43. L'union des super-zéros (Jay, Bond Jay)
44. L'autre meilleur ami (Fingerprint boy)
45. Fais pas ci, fais pas ça (Breaking rules are for fools)
46. Le jour de la patate (Little mister potato guy)
47. Une journée interminable (Long days journey into nothing)
48. Rekkit contre le gadget (Rekkit versus gadget)
49. Nom d'un chien (A dog is a rabbit's best friend)
50. La chambre de Rekkit (Rekkit's room)
51. Rekkit dans l'espace (Rekkit in the Space)
52. Panne de Rekkit (Rekkit has left the building)

### Saison 2 (2012)
1. Les toktoks
2. Rekkit star
3. Chakapouët
4. Poisson d'eau douce
5. Nounou Rekkit
6. La tête dans le nuage
7. Le monstre des marais
8. Au revoir Wiggsley !
9. Les justiciers masqués
10. Une vie de star
11. Jay gratte le ciel
12. Chakabractérie
13. Docteur Rekkit
14. Qui veut la peau de Rekkit ?
15. Attention: Maison malade
16. Le porte malheur
17. la fourure c'est dur
18. Mon ami le Gortch
19. Rekkit fait son numéro
20. Un dimanche sans fin
21. La vérité, rien que la vérité
22. Les jumeaux maléfique
23. Tout dans les muscles
24. Des ballons d'amour
25. Lapin téléguidé
26. Jay a perdu sa langue

### Saison 3 (2013)
1. Une nuit à la Chakabrathèque
2. Un lapin de trop
3. À vos souhaits !
4. La loi selon Rekkit
5. La quête des bracelets
6. La jeunesse de lorne
7. Lapin cherche travail
8. Espion en herbe
9. Jay le chevalier
10. Tout est permis
11. La flute désenchantée
12. Bouba Brouhaha
13. Une affaire d'égout
14. Ça tourne !
15. La statue de Boucan-les-bains
16. Lapin sous-marin
17. Hôtel Shmufton
18. Franken Rekkit
19. Vilain Rekkit
20. Rekkit en 6D
21. Souvenir, souvenir !
22. Le documentaire
23. Mission spatiale
24. À fond les wagons
25. Le trésor de la discorde
26. Rekkit fait son cirque

## Personnages
- Rekkit : avant de rejoindre Jay, Rekkit vivait à Chakabrak, un monde parallèle peuplé de créatures étonnantes et farfelues où la magie fait partie du quotidien. Esclave du cruel Yoshini, un grand magicien, Rekkit a décidé de vendre la baguette de son maître en cachette dans un autre monde afin de lui échapper. Émotif, drôle et positif, Rekkit ignore tout des us et coutumes du monde des humains. Il fait preuve d'une grande candeur et s'extasie devant de nombreux objets du quotidien. Installé chez Jay, qu'il considère comme son meilleur ami, le lapin au grand cœur lui est reconnaissant de l'avoir sauvé et fait tout son possible pour lui apporter son aide. Mais Rekkit n'est pas réellement magicien puisqu'à Chakabrak, les lapins n'ont pas le droit de pratiquer la magie. Maladroit et gaffeur, il ne fait la plupart du temps qu'aggraver les situations avec ses tours de magie ratés ou en faisant venir des êtres farfelus de son monde pour l'aider.

- Jay Shmufton : âgé de 12 ans, Jay n'est pas très grand pour son âge, un trait physique dont il souffre, même si ses parents le réconfortent du mieux qu'ils peuvent. Élève moyen, mauvais en sport et peu sûr de lui, Jay est pourtant un jeune garçon sympathique, guilleret, débrouillard et intelligent, qui trouve souvent lui-même les solutions pour régler ses problèmes. L'arrivée dans sa vie de Rekkit, qui devient son meilleur ami et ne le quitte jamais, va bouleverser son quotidien, lui apportant surprises et situations délirantes.

- Lorne Rosenfeld et Henrietta Shmufton : Henrietta est une femme dynamique. Elle forme avec Lorne, le beau-père de Jay, un couple excentrique et amusant. Ils conçoivent tous les deux des jingles publicitaires et se sont rencontrés sur leur lieu de travail. Avec sa coupe afro et ses shorts colorés, Lorne considère Jay comme son propre fils, même s'il se comporte parfois avec lui comme avec un copain. Henrietta et Lorne sont des parents à l'écoute, compréhensifs et permissifs ; ils ont d'ailleurs accueilli Rekkit à bras ouverts bien qu’ils soient souvent les victimes de ses tours de magie ratés.

- Wally : ami benêt de Jay, gentil et curieux. Peu caractérisé, si ce n'est par son appareil dentaire qui lui donne un défaut de prononciation.

- Bean : ami encore plus benêt de Jay. Est surtout caractérisé par son obsession pour le fromage. Parle peu, agit peu, une curiosité en soi.

- Evita et Marisa : jumelles pourries gâtées, ce sont les voisines directes de Jay. Vraies pestes, elles veulent toujours ce qu'elles n'ont pas, et cette peluche de lapin géant qui bouge et qui parle est leur plus grande convoitise. Elles échafaudent des plans pour l'attirer chez elles, qui finissent toujours par échouer. Elles ignorent et méprisent Jay, sauf pour marchander de garder Rekkit quelque temps.

- SK : à prononcer ès-ké pour Sarah Kingsbury. Intelligente, sympathique et bonne en sport, SK est dans la même classe que Jay. Il est d'ailleurs sous son charme et fait tout pour l'impressionner ou lui faire plaisir, même s'il n'ose pas lui avouer ses sentiments.